# Sean Marshall (attore)
Sean Edwin Marshall (Canoga Park, 19 giugno 1965) è un attore statunitense, attivo come attore bambino tra il 1973 e il 1980, famoso soprattutto per la sua interpretazione nel film Elliott, il drago invisibile (1977).

## Filmografia parziale
- Kung Fu (Kung Fu), nell'episodio "Il diamante" (1973)
- La rossa ombra di Riata (The Deadly Trackers) (1973)
- La casa nella prateria (Little House on the Prairie), nell'episodio "Un insolito funerale" (1974) (non accreditato)
- ABC Weekend Specials, nell'episodio "Valentine's Second Chance" (1977)
- Codice R (Code R), nell'episodio "The Aliens" (1977)
- Elliott, il drago invisibile (Pete's Dragon) (1977)
- I Fitzpatricks (The Fitzpatricks) (1977-1978) Serie TV
- Stickin' Together (1978) Film TV
- Le nuove avventure di Heidi (The New Adventures of Heidi) Film TV
- L'asinello (The Small One) (1978) (voce) Cortometraggio
- The MacKenzies of Paradise Cove (1979) Serie TV
- To Race the Wind (1980) Film TV

## Doppiatori italiani
Nelle versioni in italiano dei suoi lavori, Sean Marshall è stato doppiato da:
- Fabio Boccanera in Elliott, il drago invisibile (dialoghi)
- Aldo Baldi in Elliott, il drago invisibile (canto)

Da doppiatore è sostituito da: 
- Davide Lepore ne L'asinello